# Blockhof
Blockhof ist ein Wohnplatz im Ortsteil Schönberg der Hansestadt Seehausen (Altmark) im Landkreis Stendal in Sachsen-Anhalt.

## Geographie
Der Blockhof ist eine Einzelsiedlung 2½ Kilometer östlich von Seehausen an der Kreisstraße K 1019.
Nachbarorte sind Neuhof im Nordwesten, Klein Holzhausen im Norden, Herzfelde im Osten, Schönberg im Südosten und Schallun im Süden.

## Geschichte

### Entstehung
Im Jahre 1804 heißt der Ort Blockland, oder Hof zur Hufe, ein Freihof bei Herzfelde an der Heerstraße. Nicht zu verwechseln mit dem heutigen Hof zur Hufe in Klein Holzhausen, der weiter nördlich liegt. Der Name Blockhof erscheint erstmals im Jahre 1898 und später im Jahre 1905 als Wohnplatz von Herzfelde.

### Blockland bei Klein Holzhausen und bei Schallun
Der Historiker Peter P. Rohrlach ordnet dem heutigen Blockhof bestimmte Quellenangaben zu. Demnach stammt die erste Erwähnung des Hofes aus dem Jahre 1570 als das Blockland genant vor Seehausen gelegen. Weitere Nennungen in den Akten des Brandenburgischen Landeshauptarchivs sind 1613 daß Blocklandt genandt, 1745 Plocklandt, 1775 Blocklandt. Rohrlach ordnet den Eintrag aus dem Verzeichnis von Seydlitz namens Blockland oder Calentimp, auch Neu-Schalluhn, aus dem Jahre 1820, ein Vorwerk im Kreis Osterburg mit 4 Einwohnern, dem heutigen Blockhof zu. Das Vorwerk Calentimp lag aber bei Klein Schallun. Seydlitz nennt auch den Calandshof im Kreis Osterburg, zu Klein Holzhausen gehörig, von dem Hermes und Weigelt 1842 schreiben der Kalandshof oder Blockland und der Hof zur Hufe, oder die Oehre, schließen nördlich an das Dorf Klein Holzhausen an. Im Jahre 1864 wurde Blockland oder Kalandshof, ein Hof bei Holzhausen genannt. Im Jahre 1871 ist Blockland neben dem Freigut Schallun ein Wohnplatz von Falkenberg.
Warum Rohrlach von diesen Quellenangaben nur auf das heutige Blockhof schließt, ist noch offen. Möglicherweise waren es drei verschiedene Höfe: der Kalandshof neben dem Hof zur Hufe in Klein Holzhausen, der Hof Klein Schallun bei Falkenberg und der heutige Blockhof.

### Eingemeindungen
Am 20. Juli 1950 wurde die Gemeinde Herzfelde in die Gemeinde Schönberg eingemeindet. Blockhof blieb beim Ortsteil Herzfelde der Gemeinde Schönberg. Spätestens seit der Eingemeindung der Gemeinde Schönberg in die Hansestadt Seehausen (Altmark) am 1. September 2010 gehört der Wohnplatz Blockhof zum Ortsteil Schönberg.

## Religion
Die evangelischen Christen aus Blockland (Blockhof) gehörten früher zur Kirchengemeinde Schönberg und damit zur Pfarrei Schönberg bei Seehausen in der Altmark. Die evangelische Kirchengemeinde Schönberg wurde 2005 mit der Kirchengemeinde Falkenberg zum Kirchspiel Schönberg-Falkenberg zusammengeschlossen. Sie wird betreut vom Pfarrbereich Seehausen des Kirchenkreises Stendal im Bischofssprengel Magdeburg der Evangelischen Kirche in Mitteldeutschland.